# Effetto Voigt
L'effetto  Voigt, talvolta denominato birifrangenza magnetica o doppia rifrazione magnetica, è un fenomeno magneto-ottico osservato per la prima volta dal fisico tedesco Woldemar Voigt. Esso consiste nella rotazione del piano di polarizzazione della luce mentre il raggio luminoso attraversa una cella a vapore immersa in un campo magnetico diretto perpendicolarmente alla direzione dello stesso raggio.
Questo effetto, osservabile anche in altri mezzi, viene utilizzato nei filtri di Voigt, un tipo di filtro passa banda per filtrare le radiazioni elettromagnetiche con precisione, accuratezza e minima perdita dell'intensità del segnale. In questa circostanza, a causa dell'effetto Voigt, la cella a vapore si comporta come una lamina a mezza onda.